# Rivière Saguenay
Pour les articles homonymes, voir Saguenay.
La rivière Saguenay  ou le Saguenay est une rivière (Fjord) située au Québec, Canada. Elle prend sa source dans le lac Saint-Jean et se jette dans la section maritime du fleuve Saint-Laurent, un parcours ouest-nord-ouest à est-sud-est de 155 km. Son bassin hydrographique draine une bonne partie du centre de la province et s'étend sur 698 km de long, depuis la source de la rivière Péribonka jusqu'au fleuve Saint-Laurent.

## Géographie

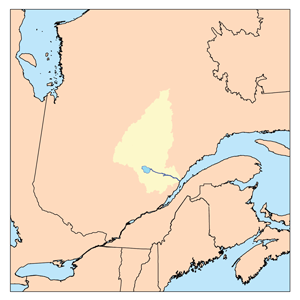
Carte du bassin hydrographique de la rivière Saguenay

Le Saguenay prend son origine dans le lac Saint-Jean, immédiatement après la pointe des Américains, à Alma. Il est alors divisé en deux : La Petite Décharge et La Grande Décharge, sur laquelle est construit le barrage Isle-Maligne. L'île formée par ces deux cours d'eau constitue une partie de la municipalité d'Alma. À cet endroit, l'eau est douce. Trois ponts traversent la Petite Décharge et deux autres traversent la Grande Décharge. C'est lorsque ces deux cours d'eau se rencontrent, à la pointe des Américains, que le Saguenay débute véritablement. Il commence son cours sous la forme d'un réservoir de plusieurs kilomètres de long, ayant bien peu à voir avec l'aspect parsemé de rapides et de puissantes chutes qu'avait la rivière avant l'érection des barrages.
À la hauteur de Shipshaw, le Saguenay se divise à nouveau en deux. Sur le cours d'eau nord, on retrouve la centrale hydroélectrique de Shipshaw et, du côté sud, la centrale de Chute-à-Caron. C'est à cette hauteur que se trouve le pont d'Aluminium.
Entre Chicoutimi et Jonquière, les deux déversoirs des barrages se rejoignent pour former le Saguenay tel qu'il est le mieux connu. Il devient accessible à la navigation à cette hauteur. D'ailleurs, Chicoutimi signifie  « jusqu'où c'est profond » en montagnais. Dans le centre-ville de Chicoutimi, on retrouve le pont Dubuc et le pont de Sainte-Anne.
Un peu plus en aval, à la hauteur de Saint-Fulgence, le fjord du Saguenay débute face à la flèche littorale.
Il s'agit de la démarcation entre l'eau douce et l'eau salée. À la hauteur de Tadoussac, un traversier assure la liaison entre Tadoussac et Baie-Sainte-Catherine.

### Fjord du Saguenay
Pour les articles homonymes, voir Fjord du Saguenay (homonymie).

Coupe longitudinale du Fjord du Saguenay montrant la profondeur et la succession des trois bassins : 1 - bassin supérieur, 2 - bassin intermédiaire, 3 - bassin inférieur.

Le fjord du Saguenay est parsemé de paysages divers. Passé la ville de Saguenay, la vallée devient rapidement escarpée. Les impressionnantes falaises du cap Trinité et du cap Éternité se situent près du village de Rivière Éternité. La profondeur à cet endroit est comparable à la hauteur des montagnes. Il s'étire plus ou moins d'ouest en est ensuite jusqu'à son embouchure à Tadoussac et il n'est parsemé que de quelques villages au fond de baies tels L'Anse-Saint-Jean.
La rivière Saguenay a fait son lit dans le fjord le plus méridional de l'hémisphère nord, le seul navigable de toute l'Amérique du Nord.
La vallée dans laquelle coule la rivière Saguenay possède les caractéristiques d'un fjord, de Saint-Fulgence à Tadoussac. D'une longueur de 105 km et d'une largeur variant de 1 à 3,5 km, le fjord occupe une profonde entaille dans les Laurentides, bordée par des falaises escarpées d'une hauteur moyenne de 150 mètres et, à certains endroits, de plus de 400 mètres, comme aux caps Trinité (411 m) et Éternité (457 m), ce qui n'empêche pas les castors de vivre dans sa partie amont. Ses gorges profondes et majestueuses sont le résultat de la dernière glaciation et l'on retrouve une moraine terminale à son embouchure avec le fleuve Saint-Laurent, créant un haut fond. Il a été envahi ensuite par la mer après la fonte des glaciers.
On retrouve une très forte stratification des eaux dans le fjord parce que les eaux douces de surface, provenant du lac Saint-Jean et des autres affluents, sont moins denses que les eaux froides salées venant de l'estuaire du fleuve. Il s'ensuit changement rapide de la salinité, de la température et de la densité des eaux selon la profondeur,. De plus, les eaux de surface coulent vers le fleuve et l'eau salée remonte le Saguenay avec la marée qui se fait sentir jusqu'à Chicoutimi. Au confluent du Saguenay et du Saint-Laurent, le taux de salinité des eaux est de 30 ppm et il diminue en amont, avec l'apport d'eau douce, mais reste élevé en profondeur,. Les eaux de profondeur du fjord du Saguenay sont très bien oxygénées, contrairement à la plupart des fjords, car elles doivent passer par-dessus la moraine terminale avant d'entrer ce qui permet un fort échange avec l'atmosphère. Elles alimentent l'écosystème en oxygène jusqu’au fond des fosses qui peuvent atteindre 275 mètres.
Le fjord du Saguenay est protégé et mis en valeur par deux parcs : le parc national du Fjord-du-Saguenay et le parc marin du Saguenay–Saint-Laurent. Des sportifs, kayakistes, randonneurs et des touristes parcourent le territoire grâce à des infrastructures spécialement conçues pour le tourisme de la nature. Des sites de camping sauvage permettent aux kayakistes de le descendre en quelques jours. Des centaines de sentiers, dont celui nommé le sentier de La Statue. Il conduit à plusieurs haltes et belvédères jusqu'au sommet du cap Trinité offrant des vues exceptionnelles sur le fjord au pied de la statue Notre-Dame-du-Saguenay. En aval du fjord, à Sacré-Cœur-sur-le-fjord, à l'Anse de Roche, à la baie Sainte-Marguerite et à Tadoussac, les baleines et les phoques peuvent être observés à gué grâce à des sentiers en bordure des caps ou en  croisières qui partent des différents quais, naviguent dans l'estuaire et remontent le fjord jusqu'au cap Trinité.
Ses caractéristiques physiques ont rendu sa colonisation difficile. Bien que la navigation y soit importante, seules quelques baies permettent l'accostage. De plus, le terrain escarpé se prête peu à l'agriculture. Le vent y est canalisé par les hautes falaises et il est souvent plus fort et d'une direction différente qu'au lac Saint-Jean ou le long du fleuve Saint-Laurent. On y retrouve un parfait exemple de vent antitriptique qui s'aligne le long du fjord et dont doivent se méfier les navigateurs.
Du point de vue environnemental, en dépit de paysages remarquablement conservés, les écosystèmes et la faune aquatique du fjord sont victimes d'une forte pollution par des produits organostanniques, qui selon une étude récente (2005) resteront une menace écologique durant plusieurs siècles.
Ces produits proviennent des antifoulings de bateaux. Ils sont ubiquitairement présents dans toute la colonne d'eau du fjord, et retrouvés dans tous les organismes animaux étudiés, ainsi que dans les sédiments. Peut-être en raison de la forte stratification du fjord, les taux de butylétains totaux (MBT + DBT + TBT) sont bien plus élevées en surface (26 à 206 ng Sn L-1) qu'au fond (7 à 30 ng Sn L-1) et tout le réseau trophique se montre touché, à des concentrations très variées (de 7 à 1238 ng Sn g-I (poids sec), soit des niveaux parfois exceptionnels, rarement trouvés en zones côtières nordiques, même dans les zones de fort trafic maritime. On n'a pas cependant observé de biomagnification. L. Viglino y a estimé la demi-vie du TBT : elle serait d'environ 87 ± 17 ans dans le sédiment profond. C'est un délai bien plus long que les estimations données par la littérature antérieure). Ceci indiquerait une contamination à long terme (plusieurs siècles).
Le 28 mai 2009, la Monnaie royale canadienne lançait officiellement à l'arrondissement de La Baie, une pièce de 25 cents commémorative afin de souligner le fjord du Saguenay comme étant un élément patrimonial naturel majeur du Canada et marquer la présence de la statue de la Vierge située sur le Cap Trinité depuis 127 ans.

### Municipalités riveraines
De l'amont vers l'aval
- Alma
- Delisle (fusionnée avec Alma)
- Saint-Charles-de-Bourget
- Shipshaw (fusionnée avec Saguenay)
- Jonquière (fusionnée avec Saguenay)
- Chicoutimi (fusionnée avec Saguenay)
- Saint-Fulgence
- La Baie (au fond de la baie des Ha Ha, fusionnée avec Saguenay)
- Sainte-Rose-du-Nord
- Rivière-Éternité
- L'Anse-Saint-Jean
- Petit-Saguenay
- Sacré-Cœur, l'Anse de Roche
- Tadoussac
- Baie-Sainte-Catherine

## Histoire
Durant des millénaires avant l'arrivée des Européens, les Amérindiens ont utilisé le Saguenay comme voie de transport et de commerce. Il était la voie de déplacement entre les ressources en gibier de l'intérieur et les zones de pêche du Saint-Laurent ainsi que le lien entre les tribus de son bassin hydrographique. Le tout se faisait en canot d'écorce. Les Basques sont réputés être les premiers Européens à avoir visité la région de Tadoussac lors de leur chasse à la baleine. Ils ont sûrement commercé avec les Amérindiens ; toutefois, ce sont les Français qui y ont établi le premier poste de traite de fourrure en 1600.
Le nom Saguenay apparaît tôt dans la cartographie occidentale. Une mappemonde de 1536, conservée dans la collection Harléienne du British Museum, mentionne le fleuve et les terres du Canada tels que décrits par Jacques Cartier. Le mot SAGNÉ s’y trouve au milieu de la chaîne de montagnes (Laurentides) entre les rivières Saguenay et Ottawa.
La mappemonde du cartographe français Pierre Descelier (1500-1558), place LE SAGNAY au même endroit. Sur le planisphère de Descelier de 1550, le SAGNÉ est « aux sources de la rivière Sagnay ». On y voit la représentation d’une tour fortifiée, avec observatoire et canon et plus loin un homme ressemblant à Jacques Cartier pour la figure et le costume, essayant de s’expliquer avec un groupe de sauvages affolés qui se tiennent à distance. La tour concrétise l’idée d’un Royaume, admise à cette époque.
Abraham Ortelius cartographe belge, publie en 1570, le Theatrum Orbis Terrarum, un des premiers atlas standard du XVIe siècle. La rivière Saguenay y est cartographiée sous le nom toponymique de Sagvenai. Jacques-Nicolas Bellin, cartographe français, produit quant à lui en 1744 la Carte du cours de la rivière Saguenay appelée par les Sauvages Pitchitaouitchetz.
Pour qu’un premier explorateur pose le pied sur l’actuel territoire de Chicoutimi, il faut cependant attendre le père Jean de Quen qui, à la demande des tribus du Piekouagami (lac Saint-Jean) atteintes d’une épidémie dévastatrice, emprunte la rivière Chicoutimi pour atteindre le lac Kénogami puis le lac Saint-Jean du 11 au 16 juillet 1647. En mai 1652, l’épidémie perdure toujours et force l’établissement d’une mission au lac Saint-Jean par les jésuites qui utilisent la même route que le père Jean Dequen pour se rendre à destination. Selon leurs récits, plusieurs sépultures amérindiennes jonchent alors les rives du Saguenay du fait des ravages importants de l’épidémie. Les missionnaires empruntent cette route jusqu’en 1671 pour venir en aide aux tribus victimes de l'épidémie et de la guerre contre les Iroquois.

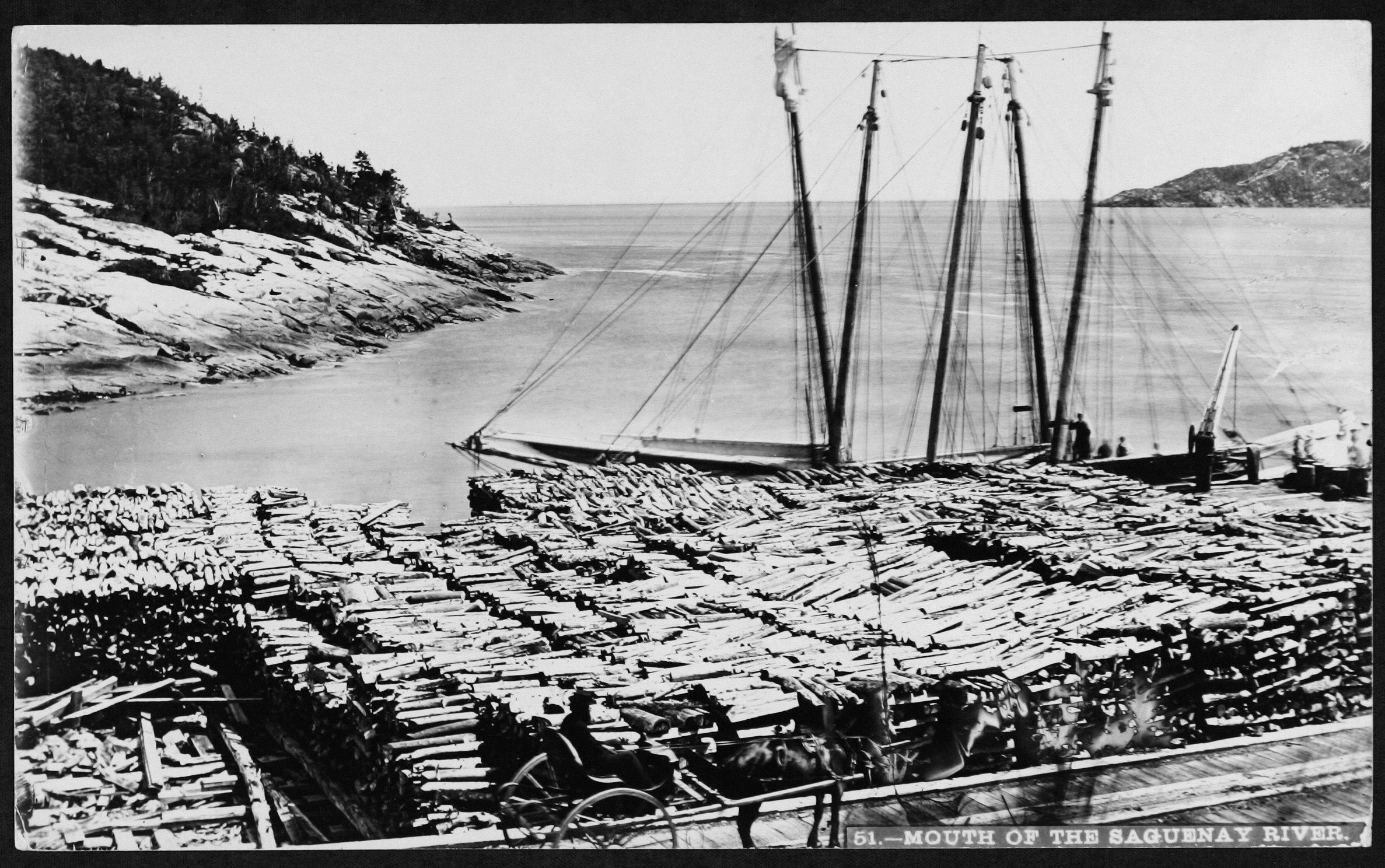
Embouchure de la rivière vers 1900

La région est cependant restée en dehors de la colonisation durant toute la période de la Nouvelle-France et au début du régime britannique à cause de son éloignement des centres de peuplement de la vallée du Saint-Laurent, de sa géographie peu propice à l'agriculture et des difficultés de transport. Cependant, l'exploitation de la forêt sera le déclencheur de l'arrivée des populations blanches dans la région. Au début du XIXe siècle, le blocus continental par Napoléon a forcé l'Angleterre à s'alimenter en bois dans sa colonie canadienne pour la construction navale. La région du Saguenay, couverte de forêts, attire finalement des investisseurs comme William Price. Ce dernier forme un contingent pour aller fonder des villages pour la coupe du bois et plus tard pour la pâte et papier au début des années 1830. C'est-à-dire près de 300 ans après la découverte du fjord par le navigateur Jacques Cartier.
À la fin du XIXe siècle et au début du XXe siècle, le développement de l'électricité amène d'autres investissements dans la région qui a fort potentiel hydroélectrique. La plus grande partie sera utilisée pour développer les usines de traitement de l'aluminium de Alcan à Arvida mais servira également aux besoins du Québec en électricité.
Du 19 au 21 juillet 1996, des pluies torrentielles ont fait déborder les réservoirs hydroélectriques de la région, causant ce qu'on a appelé le Déluge du Saguenay. Près de deux mètres d'eau a déferlé dans les villes de Chicoutimi et La Baie (maintenant toutes deux des arrondissements de la ville de Saguenay), tuant sept personnes (deux à La Baie et cinq sur la Côte-Nord) et provoquant l'évacuation de 16 000 autres. Les dommages matériels ont été évalués à 1,5 milliard de dollars canadiens (1996). La rivière Ha! Ha!, au sud de Chicoutimi, est également sortie de son cours régulier pour s'en tracer un nouveau, en coupant les routes et isolant une bonne partie de la région du bas Saguenay et de l'arrière-pays.

### Chronologie
1676                      Fondation du poste de traite de Chicoutimi.
1822                      Un premier bateau à vapeur, le Montagnais, remonte le Saguenay.
1837                      Création de la Société des 21 dans la région de Charlevoix.
1838                      La Société des 21 construit ses premières scieries le long de la rivière Saguenay.
1842                      Construction d'une scierie à la rivière du Moulin par Peter McLeod junior.
1842                      Le bateau à vapeur le North America se rend jusqu'à Chicoutimi.
1844                      Construction d'une scierie à la rivière Chicoutimi.
1845                      William Price opère un premier bateau à vapeur sur le Saguenay, le Pocahontas.
1849                      Le vapeur Rowland Hill assure la liaison régulière entre Québec–Grande-Baie.
1865                      Début de la traverse entre le Bassin, du côté de Chicoutimi, et Sainte-Anne, sur la rive nord du Saguenay.
1873                      La Société des remorqueurs du Saguenay aménage un premier quai devant la côte Salaberry.
1874                      Inauguration du quai fédéral à Chicoutimi.
1875                      Construction d'un quai à L'Anse-Saint-Jean.
1879                      Le gouvernement fédéral commence le dragage du Saguenay.
1882                      Le gouvernement du Canada achète le quai de Chicoutimi et procède à des travaux d'agrandissement.
1886                      Début des croisières de l'Ontario and Richelieu Steamship Lines au Saguenay.
1893                      Arrivée du chemin de fer à Chicoutimi.
1897                      Construction d'une première partie du quai fédéral au Remous de Saint-Fulgence, qui devient le port de mer de Chicoutimi jusqu'en 1916?.
1897                      Fin de la construction du nouveau quai de Sainte-Anne, qui a commencée en 1888.
1901                      Construction d'un quai à Saint-Basile-de-Tableau.
1902                      Construction d'un quai à Sainte-Rose-du-Nord.
1904                      Fondation de la Compagnie générale du port de Chicoutimi.
1905                      Un premier brise-glace, le Montcalm, remonte jusqu'à la baie des Ha! Ha!
1906                      Construction d'un quai par Agésilas Lepage à Bagotville.
1907                      Agrandissement par le gouvernement fédéral des quais de Grande-Baie, de Saint-Fulgence, de L'Anse-Saint-Jean, de Chicoutimi et de Sainte-Anne.
1908                      Construction de quais aux Terres rompues (traverse jusqu'en 1925) et à Saint-Jean-Eudes.
1909                      Construction d'une scierie à la baie Sainte-Marguerite.
1909                      Le brise-glace le Montcalm remonte la baie pour une première fois, afin de permettre d'allonger de quelques semaines la saison de navigation.
1911                      Arrivée du chemin de fer à Grande-Baie.
1912                      En août, un premier chargement de pulpe de la Compagnie de pulpe de Chicoutimi arrive par train au quai de Bagotville.
1913                      La Ontario and Richelieu Steamship Lines devient la Canada Steamship Lines, à la suite de la fusion de plusieurs entreprises québécoises et ontariennes. Sa flotte d'une centaine de navires naviguent de Terre-Neuve jusqu'aux Grands Lacs..
1914                      La Compagnie Roberval & Saguenay acquiert les actifs de la Compagnie de chemin de fer de la baie des Ha! Ha!
1915                      Construction d'un premier quai à Port-Alfred.
1920                      Le quai de Port-Alfred est rallongé et doté de quatre voies ferrées.
1925                      Construction du hangar no. 2 du port de Chicoutimi.
1926                      Création de la Commission du port de Chicoutimi.
1926                      Création de l'Agence maritime du Saguenay, ayant son siège social à Port-Alfred. L'entreprise s'occupe de l'affrètement des navires, du chargement de la pulpe exportée par la Fabrique de pâtes et papiers du Québec, dont elle est l'une des filiales. Son gérant est L.-G. Dubuc.
1927                      Dragage des fonds de la rivière Saguenay en vue de la construction d'un nouveau quai.
1927                      Le feu détruit les hangars et le quai du gouvernement à Bagotville.
1927                      Première expédition par bateau de lingots d’aluminium et de rouleaux de papier journal aux installations de Port-Alfred.
1928                      Début de la construction des installations portuaires de Chicoutimi.
1928                      Fondation de la Saguenay Terminals.
1930                      Bagotville devient le terminus de la Canada Steamship Lines.
1933                      Inauguration du pont de Sainte-Anne et de sa traverse tournante.
1935                      Fin de la construction du port de Chicoutimi.
1935                      Les installations de Port-Alfred reçoivent ses premiers pétroliers, à la suite de la construction d’un réservoir de mazout.
1935                      Construction par Alcan d'un réservoir de 7,5 millions de litres pour le stockage d'huile à chauffage, relié aux quais de la Saguenay Terminals par un système de tuyaux et de pompes.
1936                      Construction à Port-Alfred d’un entrepôt à papier journal et un autre pour le déchargement des trains.
1937                      Construction à Port-Alfred du quai Duncan.
1939                      Saguenay Terminals achète ses trois premiers bateaux, le Sire, le Corabella et le Péribonka.
1940                      Construction à Port-Alfred de l’entrepôt de bauxite no. 1 et d’un convoyeur.
1946                      Construction à Port-Alfred d’un entrepôt à sel et d’une troisième tour de déchargement.
1947                      Début de la construction du quai Powell et qu’une quatrième tour de déchargement au quai Duncan. Au nouveau quai, on retrouve un entrepôt de transit, deux grues de cinq tonnes et un pipeline de 10 pouces.
1948                      Reconstruction du quai fédéral de Bagotville.
1948                      Agrandissement à Port-Alfred de l’entrepôt de bauxite no. 1.
1951                      Construction à Port-Alfred de l’entrepôt de bauxite no. 2.
1954                      Construction à Port-Alfred, sur le quai Powell, d’un silo d’alumine en vrac et d’un système de manutention.
1955                      À la suite d'une subvention du Comité des chemins de fer, ports et communications, la compagnie Irving Oil construit un quai pétrolier à Saguenayville et élève des réservoirs de carburant.
1955                      Construction du réservoir à mazout no. 4 et d’un silo à l’ouest de l’entrepôt de bauxite no. 1.
1958                      Des travaux d'environ un demi-million de dollars permettent de rénover une partie du quai Duncan. Une section en bois est remplacée par du béton et de l'acier. On ajoute également une cinquième tour de déchargement au quai Duncan.
1960                      Construction d'un nouveau quai fédéral à Petit-Saguenay.
1960                      Construction aux installations de Port-Alfred d'un silo pour l'entreposage de l'alumine de 120 pieds de diamètre par 78 pieds de hauteur.
1963                      Création de l'Agence maritime, qui fait du transport maritime de marchandises diverses entre Montréal, Québec, Baie-Comeau, Sept-Îles et Chicoutimi. Son premier est le Fort Lévis, mais elle possède quatre bateaux. À Chicoutimi, son entrepôt se trouve sur l'avenue Morin et elle possède son propre quai.
1963                      Saguenay Terminals achète ses deux premiers remorqueurs, le Port-Alfred (retraite en 1969) et le Bagotville (retraite en 1972). Auparavant, elle louait les services à la Location Maritime Foundation.
1965                      Le port de Chicoutimi reçoit le plus gros bateau de son histoire, l'Everatton, un vaisseau de marine marchande de 468 pieds de longueur, qui transporte 10130 tonnes de sel.
1965                      Le quai Duncan est réparé et agrandi.
1965                      Construction d’un réservoir de carburant Shell de 200 000 barils. Saguenay Terminals assure le déchargement des pétroliers par le pipeline Alcan.
1966                      Shell construit un second réservoir à Port-Alfred.
1967                      Shell construit un troisième réservoir d’une capacité de 325 000 barils à Port-Alfred.
1967                      Fin des passages au Saguenay des bateaux de la Canada Steamship Lines.
1968                      Débuts officiels de la navigation hivernale sur la rivière Saguenay avec le passage régulier de brise-glace de la garde côtière canadienne.
1969                      Arrivée à Port-Alfred du remorqueur Port-Alfred II, qui fait carrière jusqu’en 1980.
1970                      Agrandissement du quai Duncan, à Port-Alfred.
1972                      Saguenay Terminals achète un troisième remorqueur, le Grande-Baie.
1977                      Inauguration du quai pétrolier Albert-Maltais à la Pointe-de-Islet, dans le rang Saint-Martin. À son apogée, on y retrouve une vingtaine de réservoirs.
1979                      Saguenay Terminals devient Installations portuaires de Port-Alfred.
1980                      Le Alexis-Simard commence sa carrière de remorqueur à Port-Alfred.
1981                      L’entreprise les Terminaux portuaires du Québec, via une filiale appelée Arrimage Québec, prend le contrôle des opérations de réception, d’entreposage et d’expédition de la marchandise au port de Chicoutimi.
1983                      Début de construction des installations portuaires de Grande-Anse, le seul port public du SLSJ.
1986                      Inauguration des installations portuaires de Grande-Anse.
1987                      La cour de triage de Chicoutimi, aménagée en 1893, est démantelée.
1989                      La papeterie de Port-Alfred reçoit son dernier de chargement de bois par bateau, le Betsiamites, avec ses 4500 cordes de bois de quatre pieds provenant de Matane. Désormais, le bois sera amené par camions.
1990                      La compagnie Servitank, filiale du groupe Somavrac, construit deux réservoirs destinés à stocker de la soude caustique.
1992                      L'organisme Port de Chicoutimi devient Port de Saguenay.
2003                      Alcan cesse ses activités de manutention au quai Powell.
2004                      Le quai de Grande-Anse prend le nom de Marcel-Dionne.
2005                      Port de Saguenay acquiert un entrepôt de 8000 mètres carrés.
2005                      Port de Saguenay signe avec Promotion Saguenay un protocole pour la gestion et l’opération de la partie maritime reliée à l’accueil de navires de croisière.
2007                      Huit militants de l’organisme Greenpeace sont arrêtés au port de Grande-Anse, alors qu’ils s’enchainent à un navire, l’Artic Sunrise, pour dénoncer les pratiques de certaines entreprises forestières du SLSJ.
2007                      Le remorqueur Grande-Baie est remplacé par le Fjord Saguenay.
2007                      La firme EBC est retenue pour la démolition du quai Albert-Lepage.
2014                      Les premières éoliennes du projet de parc éolien Rivière-du-Moulin arrivent au port de Grande-Anse.
2015                      L'administration portuaire du Saguenay présente un projet de construction d'un terminal maritime sur la rive nord de la rivière Saguenay dans la municipalité de Sainte-Rose-du-Nord.
2016                      Le gouvernement du Québec reconnait le port de Saguenay comme une zone industrialo-portuaire, une des 16 de la province.
2019                      Granules 777, une filiale de la forestière Barrette-Chapais construit deux dômes de béton d'une capacité totale de 21 000 tonnes pour stocker des granules de bois.

## Galerie photos

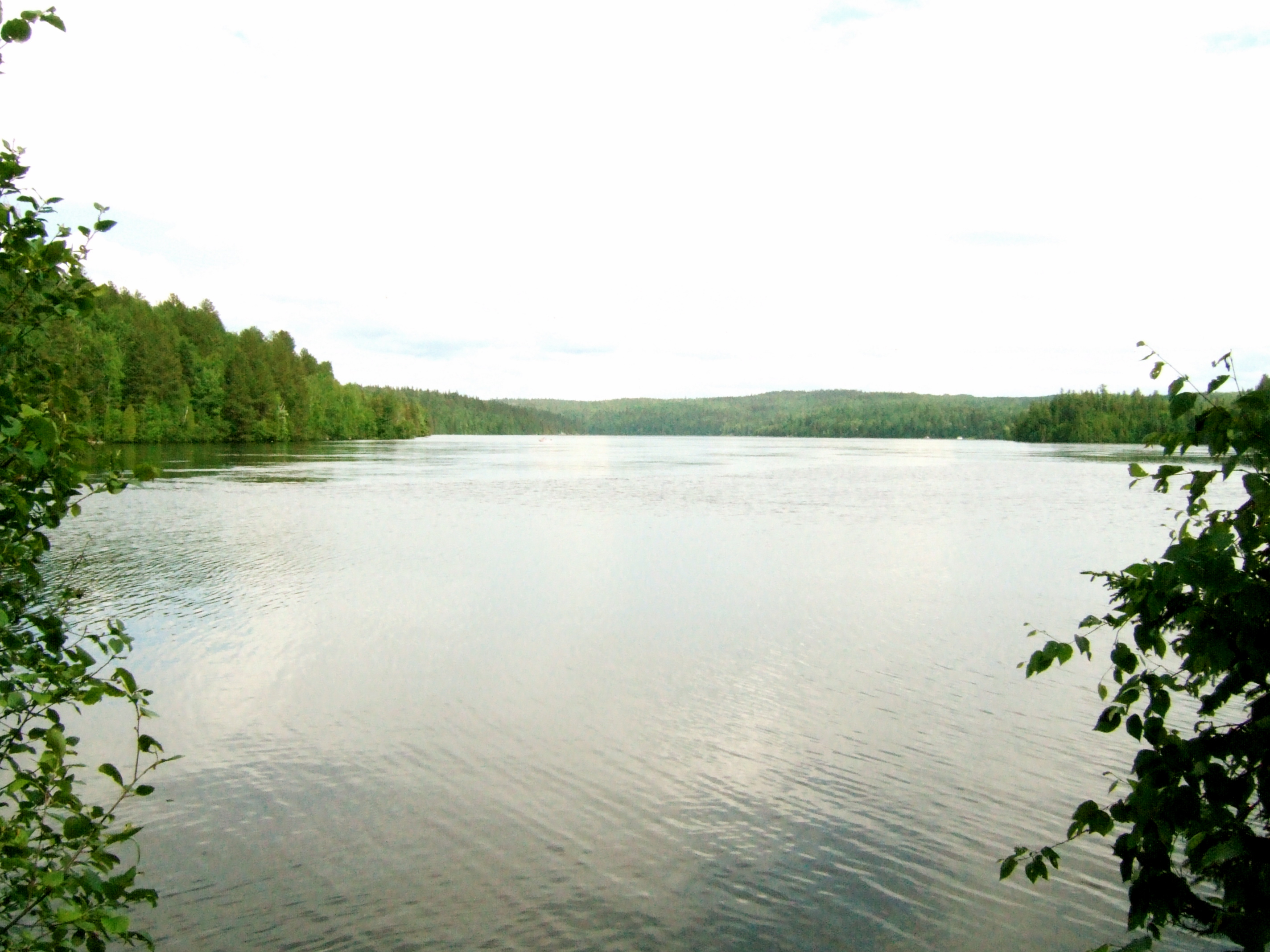
Croisement entre la Petite Décharge et la Grande Décharge formant la rivière Saguenay
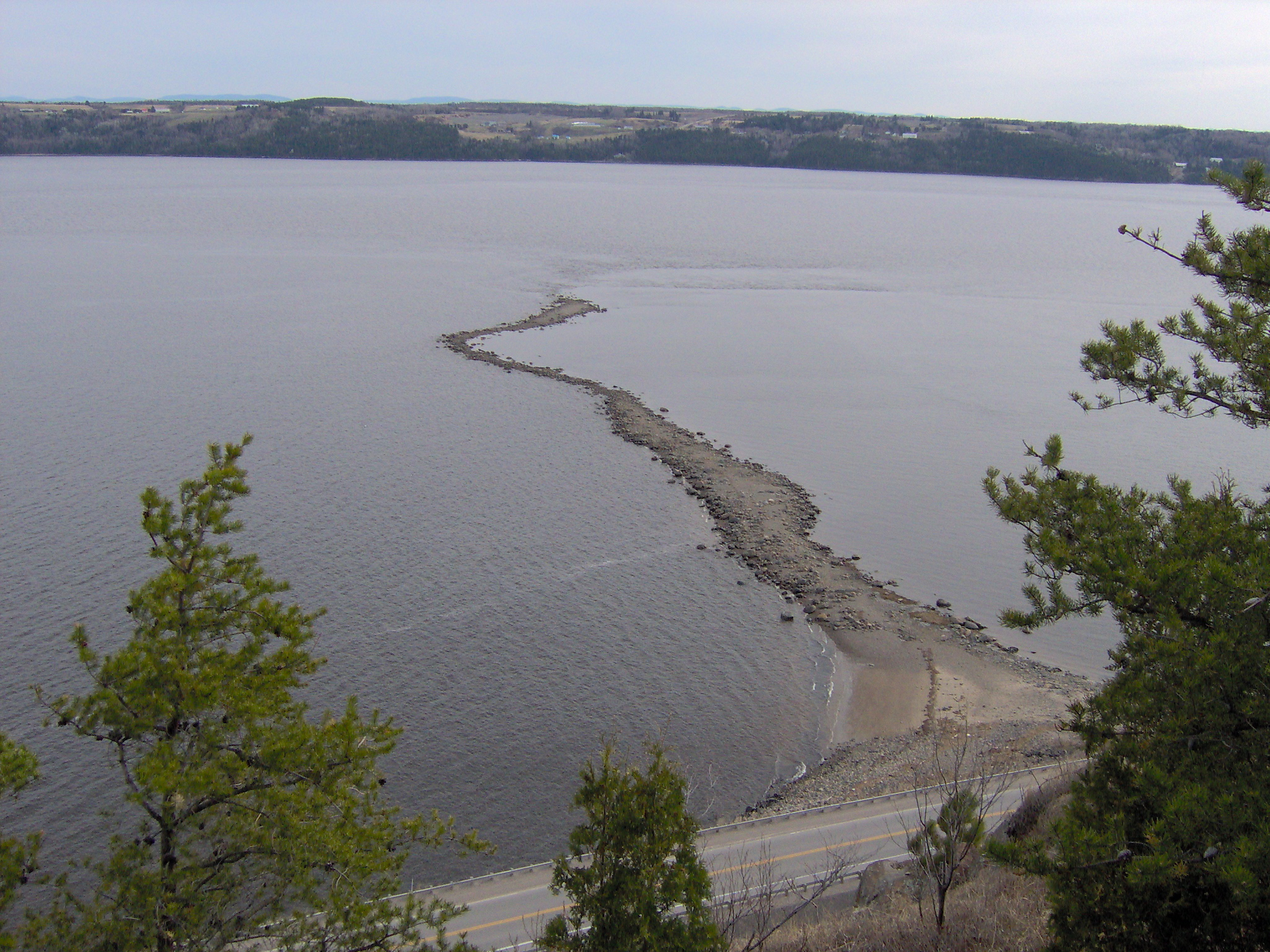
La flèche littorale à Saint-Fulgence
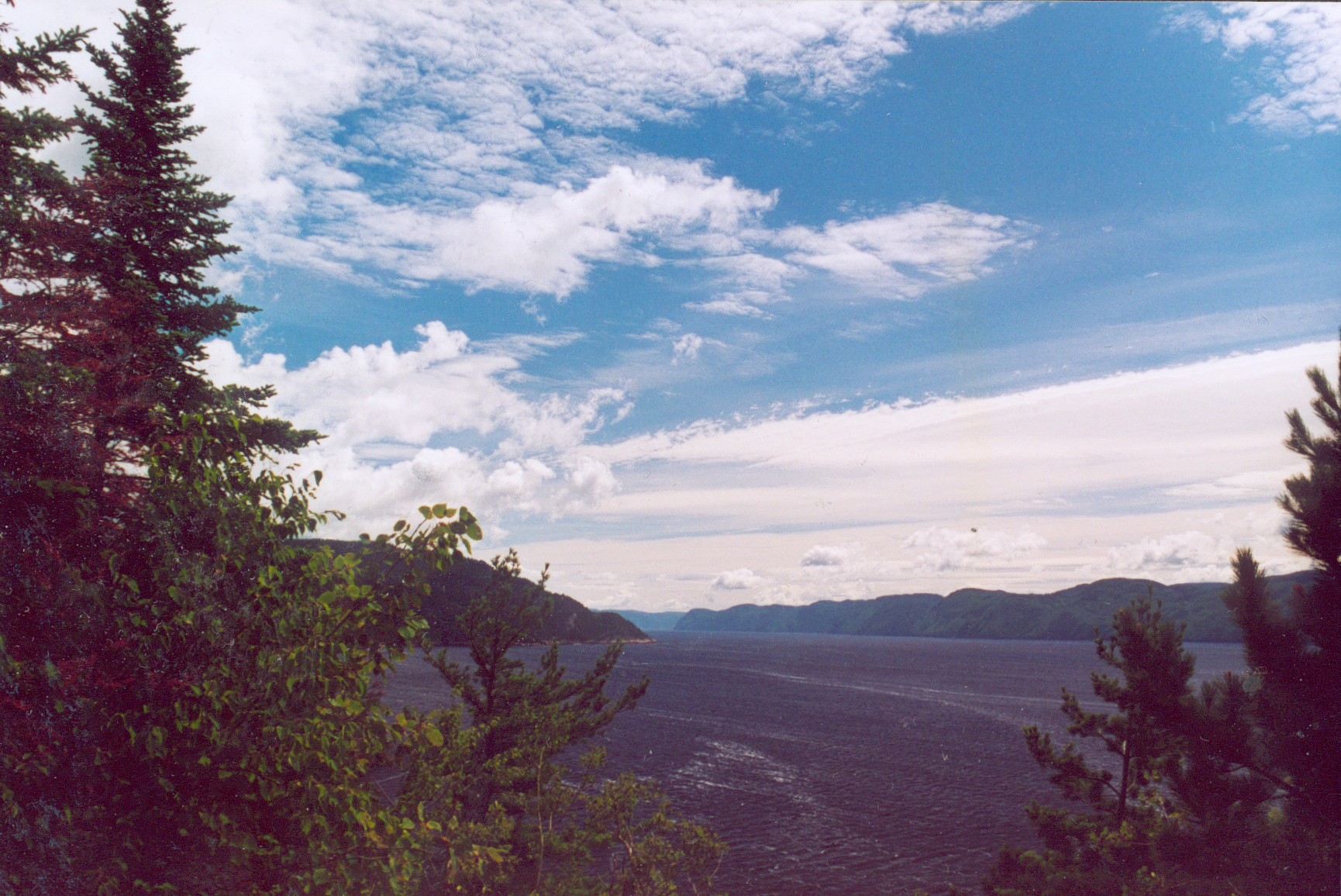
Le Saguenay à la hauteur de Sainte-Rose-du-Nord
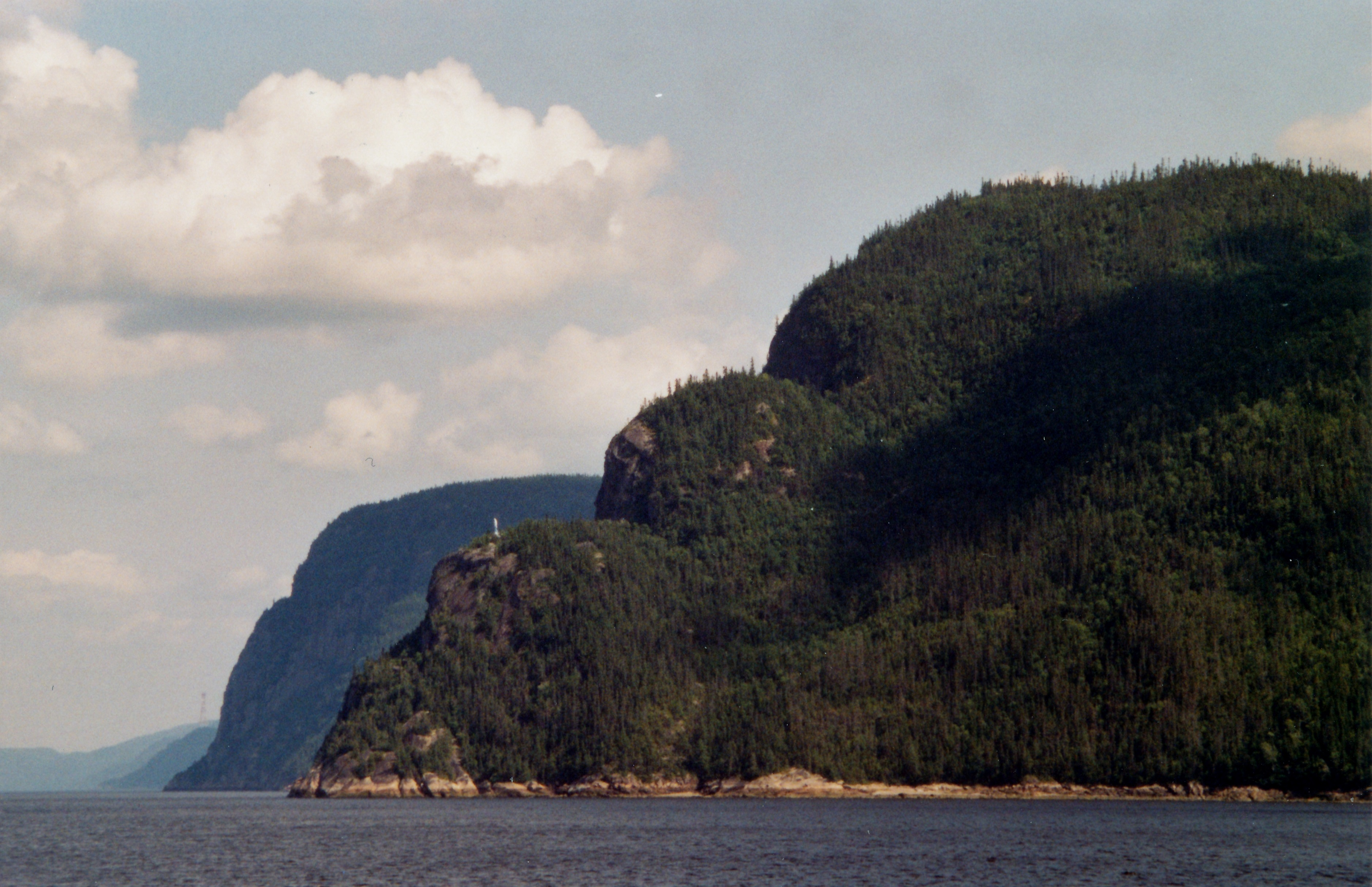
Cap Éternité et Cap Trinité
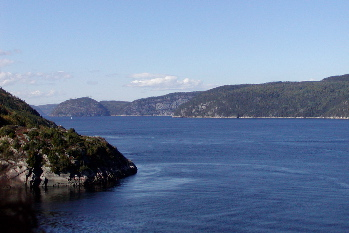
Embouchure du Saguenay à Tadoussac `
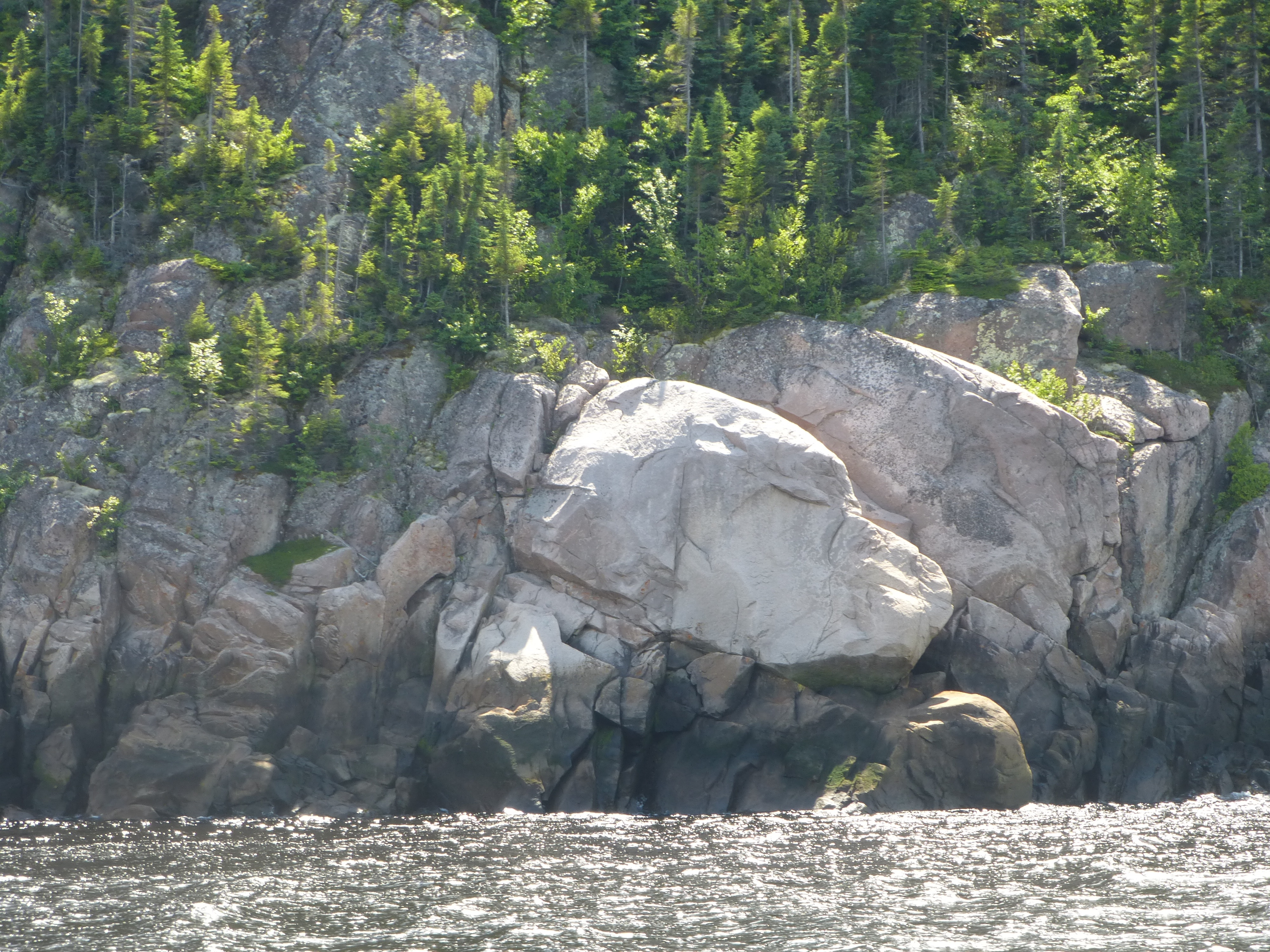
La paréidolie de la tête du chien endormi, aspérité naturelle visible dans la paroi rocheuse du fjord